# Liao
Pour les articles homonymes, voir Liao (homonymie).
Le Liao est un fleuve de Chine, se jetant en mer de Bohai, qui fait partie de la mer Jaune. Avec 1 345 km, il s'agit du principal cours d'eau du sud de la Mandchourie.

## Nom
Le Liao se nomme Liao He (rivière Liao) en chinois ; il s'écrit 遼河 en écriture traditionnelle et 辽河 en écriture simplifiée. Sa transcription pinyin est liáo hé.
Le Liao prend son nom après la confluence de deux cours d'eau distincts, le Xiliao (littéralement, le Liao de l'ouest) et le Dongliao (le Liao de l'est).
Les noms de la province chinoise du Liaoning et de la péninsule de Liaodong dérivent de celui du fleuve.

## Géographie
Le Xiliao (西辽河 en chinois, ou Xar Mörön en mongol, sinisé en 西拉木伦河, Xila Mulun He), le plus long de ces deux cours d'eau, provient de l'ouest. Il prend naissance  sur le Baicha Shan (白岔山), au sud-ouest de la bannière de Hexigten, dans le sud-est de la Mongolie-Intérieure et coule ensuite globalement vers l'est. Il est rejoint en cours de route par le Laoha (老哈河), provenant du sud-est de la Mongolie-Intérieure, le Xinkai (新开河, dont l'extrémité est asséchée, sauf après des orages) plus au nord, et le Hulin (qui n'atteint presque jamais le cours principal du fleuve) originaire du nord-ouest du Liaoning.
Le Dongliao (东辽河) provient de l'est et prend sa source dans les collines du Jilin, dans le xian de Dongliao.
Le Dongliao et le Xiliao se rencontrent près de la jonction entre le Liaoning, le Jilin et la Mongolie-Intérieure, près de la ville de Guyushu (古榆树镇), dans le xian de Changtu du Liaoning. Le cours d'eau résultant, appelé Liao, coule ensuite à travers une vaste plaine, vers le sud, jusqu'à la mer de Bohai.

## Hydrographie
Le Liao draine un bassin de plus de 232 000 km2 . Son débit moyen est assez faible, de l'ordre de 500 m³/s , environ un vingtième de celui de la rivière des Perles. Comme le fleuve Jaune, le Liao est fortement chargé en sédiments, coulant principalement à travers le lœss.
Le Liao possède deux affluents principaux, sur la plaine où il porte ce nom : les rivières Hun et Taizi, provenant toutes deux du Qian Shan.

## Transformation du bassin fluvial auXXesiècle
Cependant, le delta du fleuve Liao présentait une topographie plane, constituée d’un sol de sédiments meubles, avec des voies navigables sinueuses qui ont une riche histoire de dérivations. Ceci, ajouté au risque d'ondes de tempête dû à la faible altitude de la région, a généré un important problème de contrôle des inondations. Ce risque d'inondation dans la section côtière du réseau du fleuve Liao était particulièrement menaçant pour Yingkou, capitale du Liaoning située à proximité immédiate de l'embouchure de la rivière Daliao et qui compte aujourd'hui plus de 2 millions d'habitants. En 1958, la rivière Wailiao à Liujianfang, en amont de celle-ci, a été bloquée par un projet d'ingénierie fluviale, redirigeant entièrement le débit du fleuve Liao en direction de la rivière Shuangtaizi, séparant efficacement le fleuve Hun, et son tributaire la rivière Taizi, du corps principal du fleuve Liao. Par conséquent, depuis 1958, les cours d'eau Hun et Taizi ne sont plus considérés comme des affluents du Liao, mais comme participant d'un bassin fluvial distinct, dont le fleuve est l'ancienne rivière Hun.